# Höytämönjärvi
Höytämönjärvi eller Höytämänjärvi är en sjö i Finland. Den ligger i Lembois kommun i landskapet Birkaland, i den södra delen av landet, 150 km norr om huvudstaden Helsingfors. Höytämönjärvi ligger 110,2 meter över havet. Arean är 2 kvadratkilometer och strandlinjen är 16,91 kilometer lång. Sjön  ingår i Kumo älvs huvudavrinningsområde.   I omgivningarna runt Höytämönjärvi växer i huvudsak blandskog.
I övrigt finns följande i Höytämönjärvi:
- Mäkipäänsaari (en ö)
- Leppälänsaari (en ö)